# 志垣澄幸
志垣 澄幸（しがき すみゆき、1934年3月14日- ）は、歌人。

## 人物・来歴
台湾台北州台北市生まれ。敗戦後に引き揚げて、母の故郷である宮崎県西都市妻に移住。宮崎大学教育学部卒業後、教職に就く。宮崎県立小林高等学校、宮崎県立宮崎大宮高等学校など県内の公立中高校に勤務。退職後も私立高校に勤め、宮崎第一高等学校校長。20代で個人誌「丸木舟」を創刊、一人で作歌していた。やがて仲間を得て同人誌に拠るが、1968年に「原型」に入会し、斎藤史に師事する。1976年には発起人の一人として、伊藤一彦や浜田康敬らとともに現代短歌南の会を結成する。現代歌人協会会員。吉川宏志は宮崎大宮高校時代の教え子であり、京都大学に進学するにあたって永田和宏に紹介状を書いた。2022年、『鳥語降る』で第37回詩歌文学館賞を受賞。

## 著書
- 『星霜 志垣澄幸歌集』砂子屋書房, 1987.7
- 『牧水百歌』本多企画, 1989.5
- 『歌と海 評論集』本多企画, 1994.5
- 『遊子 志垣澄幸歌集』ながらみ書房, 1999.3
- 『山河 志垣澄幸歌集』雁書館, 2002.6
- 『志垣澄幸全歌集』青磁社, 2004.5
- 『青の世紀 歌集』青磁社, 2005.5
- 『日向 志垣澄幸歌集』 (21世紀歌人シリーズ) 角川書店, 2008.10
- 『志垣澄幸歌集』 (現代短歌文庫) 砂子屋書房, 2008.12
- 『東籬 歌集』青磁社, 2011.8
- 『日月集 志垣澄幸歌集』青磁社, 2014.10
- 『黄金の蕨 志垣澄幸歌集』青磁社, 2018.4
- 『鳥語降る 歌集』本阿弥書店, 2021.4